# کلینگر ۲۲۳۶۹
سیارک ۲۲۳۶۹ (به انگلیسی: 22369 Klinger، نامگذاری:1993SE3) بیست و دو هزار و سیصد و شصت و نهمین سیارک کشف شده‌است که در ۱۸ سپتامبر ۱۹۹۳ کشف شد.
قدر مطلق سیارک برابر ۱۵٫۶۰ است.